# كنهبل أصيل
كنهبل أصيل (الاسم العلمي Vachellia origena)، نوع نبات من فصيلة البقولية. يوجد في إثيوبيا وإريتريا اليمنالسعودية.